# Cuthona perca
Cuthona perca is een slakkensoort uit de familie van de Cuthonidae. De wetenschappelijke naam van de soort is voor het eerst geldig gepubliceerd in 1958 door Er. Marcus.